# 220. pr. Kr.
◄ | 4. stoljeće pr. Kr. | 3. stoljeće pr. Kr. | 2. stoljeće pr. Kr. | ►
◄ | 250-ih pr. Kr. | 240-ih pr. Kr. | 230-ih pr. Kr. | 220-ih pr. Kr. | 210-ih pr. Kr. | 200-ih pr. Kr. | 190-ih pr. Kr. | ►
◄◄ | ◄ | 223. pr. Kr. | 222. pr. Kr. | 221. pr. Kr. | 220 pr. Kr. | 219. pr. Kr. | 218. pr. Kr. | 217. pr. Kr. | ► | ►►
Astronomija

## Događaji
- Demetrije Hvaranin je otplovio s flotom od 90 lađa preko Lješa na jug, započinjući novi rat između Rima i Ilira

## Vanjske poveznice
|  | Zajednički poslužitelj ima još gradiva o temi 220. pr. Kr. |